# 李九功
李九功（1511年—？），字惟敘，河南南陽府裕州人，軍籍，明朝政治人物。

## 生平
嘉靖二十二年（1543年）癸卯科河南鄉試第三十七名舉人。嘉靖二十三年（1544年）中式甲辰科會試第二百六十六名，登第三甲第八十名進士。授宿迁县知縣，嘉靖二十七年（1548年）行取南京福建道監察御史。二十八年十月實授。

## 家族
曾祖李海；祖父李貴；父李裕，母周氏；繼母王氏。具庆下。兄九思。弟九叙、九成、九皋、九德。